# 帕森綠地站
帕森綠地站（英語：Parsons Green tube station）是倫敦地鐵的一個車站。帕森綠地站位於漢默史密斯-富勒姆區帕森綠地，是區域線支線的一個車站，位於倫敦第2收費區。帕森綠地站開通於1880年3月1日。
當地時間2017年9月15日早晨，該站發生爆炸事件，導致至少22人受傷，倫敦警方表示此事件為恐怖攻擊。

## 外部連結
- London Transport Museum Photographic Archive （页面存档备份，存于）
  - Parsons Green station, 1927
  - Interior of ticket hall, 1956